# Boerhavia patula
Boerhavia patula är en underblomsväxtart som beskrevs av Joseph Dombey och Vahl. Boerhavia patula ingår i släktet Boerhavia och familjen underblomsväxter. Inga underarter finns listade i Catalogue of Life.